# Мирослав
Мирослав је прастаро словенско мушко име, сложено од основа „мир“ и „слава“. Једно је од бројни словенских имена која су изведена од речи „мир“. У пренесеном значењу, име је жеља родитеља да дете буде спокојно, мирно и задовољно.
Међу првим познатим људима именованим овим именом је син захумског бана Михаила који је био постављен још 911. године за нинског жупана. Тако се звао и син краља Хвалимира с почетка 11. века из династије Оштривојевића. У историји је посебно остао познат Мирослав, хумски кнез с краја 12. века, брат Немање, потенцијални син великог жупана Десе, унук великог жупана Уроша I, за кога је писано чувено Мирослављево јеванђеље.
Према процени Градске управе града Београда, име Мирослав је на 93. месту најпопуларнијих мушких имена у Београду 2017. године. У Србији, име је на 80. месту најпопуларнијих мушких имена. Од овог имена су изведена имена: Мираш, Мире, Миросинка, Мирослава, Мирославка и Мирчета.

## Важне особе
- Мирослав Трпимировић, средњовековни краљ Хрватске
- Мирослав Завидовић, српски краљ Захумља
- Мирослав Барњашев, бугарски професионални рвач познат по имену Русев
- Мирослав Блажевић, хрватски фудбалски тренер
- Мирослав Церар, словеначки гимнастичар и олимпијац
- Мирослав Јану, чешки фудбалски менаџер
- Мирослав Кархан, словачки фудбалер
- Мирослав Клозе, немачки фудбалер
- Мирослав Култишев, руски пијаниста
- Мирослав Николић, српски кошаркашки тренер
- Мирослав Радовић, српски фудбалер
- Мирослав Радуљица, српски кошаркаш
- Мирослав Шатан, словачки професионални играч хокеја на леду
- Мирослав Шкоро, хрватски музичар
- Мирослав Стевановић (рођен 1990), босански фудбалер
- Мирослав Стевановић, југословенски фудбалер
- Мирослав Стох, словачки фудбалер
- Мирослав Тихи, чешки фотограф
- Мирослав Туђман, хрватски политичар
- Мирослав Вулићевић, српски фудбалер
- Мирослав Антић, српски песник
- Мирослав Илић, српски певач